# Fruits Decaying
『Fruits Decaying』（フルーツ・ディケーイング）は、日本のシンガーソングライター・たなかが、ぼくのりりっくのぼうよみ名義で2017年11月22日にCONNECTONEから発売した3枚目のオリジナルアルバム。

## 内容
前作『Noah's Ark』から約10ヶ月、2017年第2弾アルバム。
ぼくのりりっくのぼうよみにとって10代最後の作品でもある。前作に続き、CDジャケットのアートワークは吉田ユニが手掛けている。
今作は音楽に対する熱意が薄らいでいる気持ちの中制作された作品で、タイトルは「ぼくのりりっくのぼうよみとしての意欲が腐っていってる＝腐りかけの果実」という意味がある。しかし、気持ちこそ薄らいでいたものの、制作中は今まで通り真剣に取り組み、質を落とすことなく完成させている。また、前作のコンセプチュアルな内容ではなく、音楽そのもの1曲1曲にフォーカスを当て、サウンド面でやりたいことを各楽曲で表現した作品となっている。
初回限定盤A、初回限定盤B、通常盤の3形態で発売。初回限定盤AとBの共通特典として久しぶりに歌ってみたCDと題して、バルーンの「シャルル」と、におPの「理想論」のカバーを収録したCDが同梱された。さらに初回限定盤Bのみ、同年5月21日に新木場STUDIO COASTで行われたライブより、「Sunrise (re-build)」「Be Noble (re-build)」「在り処」「liar」「Noah's Ark」の5曲を収録したDVDが同梱された。

## 収録曲
1. 罠 featuring SOIL&“PIMP”SESSIONS [3:59]
作詞：ぼくのりりっくのぼうよみ
作曲：秋田ゴールドマン、ぼくのりりっくのぼうよみ
4th配信シングル。
2. 朝焼けと熱帯魚 [4:07]
作詞：ぼくのりりっくのぼうよみ
作曲：ササノマリイ、ぼくのりりっくのぼうよみ
発売翌年の2018年に、テレビアニメ『刻刻』のエンディングテーマとして起用された。これまでと異なり暗くない明るいチルアウトで、歌詞は流されるままに生きて退屈な日々を送る女性が朝焼けを見て感じる様を描いており、観賞魚である熱帯魚をメタファーした内容になっている[3]。ミュージック・ビデオは、全編CGアニメーションで構成されている。
3. Butterfly came to an end [4:33]
作詞：ぼくのりりっくのぼうよみ
作曲：PATIRCHEV、ぼくのりりっくのぼうよみ
ジャズの要素を含んだ、ダンサブルなR&Bナンバー。歌詞は蝶になって世界を羽ばたいてからの方が閉鎖感があり、逆に暗く狭い蛹の方が夢に向かう開放感があるのではないかという疑問をテーマにしている[3]。
4. For the Babel [4:33]
作詞：ぼくのりりっくのぼうよみ
作曲：sasakure.UK、ぼくのりりっくのぼうよみ
共同作曲を担当したsasakure.UKの「タイガーランペイジ」を意識した攻撃的な楽曲。タイトルはバベルの塔を意味しており、何かを創作して発表すること、表現をテーマに、音楽という文化そのものを、より高い塔を築くためにそこにみんな向かっていくストーリーを書いている[3]。
5. SKY's the limit [3:56]
作詞：ぼくのりりっくのぼうよみ
作曲：DYES IWASAKI、Johngarabushi、ぼくのりりっくのぼうよみ
両A面による2ndシングルの1曲目。
6. playin' [4:49]
作詞：ぼくのりりっくのぼうよみ
作曲：Loyly Lewis、XELIK、ぼくのりりっくのぼうよみ
共同作曲を担当しているLoyly Lewisはぼくのりりっくのぼうよみの実際の友達で、一緒にサウナに行った際に名付けた名義とのこと。『Noah's Ark』と同時期に制作されていたUKガラージ風の楽曲で、ユニセックスなエロティカソング。刹那主義の主人公が、自己嫌悪しながらもワンナイトで遊ぶ様を描いている。
7. つきとさなぎ [4:20]
作詞：ぼくのりりっくのぼうよみ
作曲：ササノマリイ、ぼくのりりっくのぼうよみ
両A面による2ndシングルの2曲目。
8. たのしいせいかつ featuring SOIL&“PIMP”SESSIONS [3:48]
作詞：ぼくのりりっくのぼうよみ
作曲：タブゾンビ、ぼくのりりっくのぼうよみ
タイトルとは裏腹に、歌詞は悲しい日をより強調して書いた内容となっている。ヴィレッジヴァンガード下北沢店限定販売シングル「sub/objective」をアップデートする意図で、情景描写を多めにして没入感を出すことを意識して制作された。

## 参加ミュージシャン
- ぼくのりりっくのぼうよみ：Vocal (全曲)

Support Musician
- SOIL&"PIMP"SESSIONS (#1,8)
  - タブゾンビ：Trumpet
  - 丈青：Keyboard
  - 秋田ゴールドマン：Bass
  - みどりん：Drums
  - 社長：Agitator
- Johngarabushi：Guitar (#5)
- 林武蔵：Guitar (#6)

## タイアップ
- TOKYO MX・BS11系アニメ『刻刻』エンディングテーマ (#2)
- 資生堂『アネッサ』CMソング (#5)
- テレビ東京系列ドラマ25枠『SR サイタマノラッパー～マイクの細道～』エンディングテーマ (#7)